# Manuel de las Casas
Manuel de las Casas (Talavera de la Reina, 1940 - Madrid, 8 de Fevereiro de 2014) foi um arquiteto espanhol.

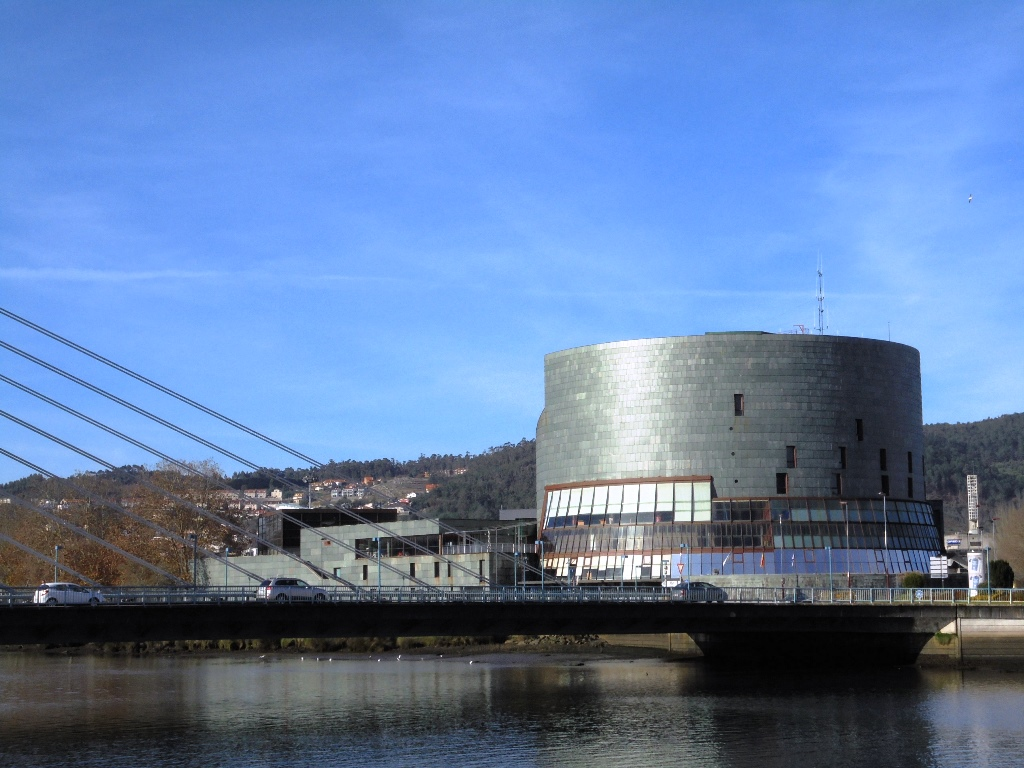
Palácio de Congressos de Pontevedra.

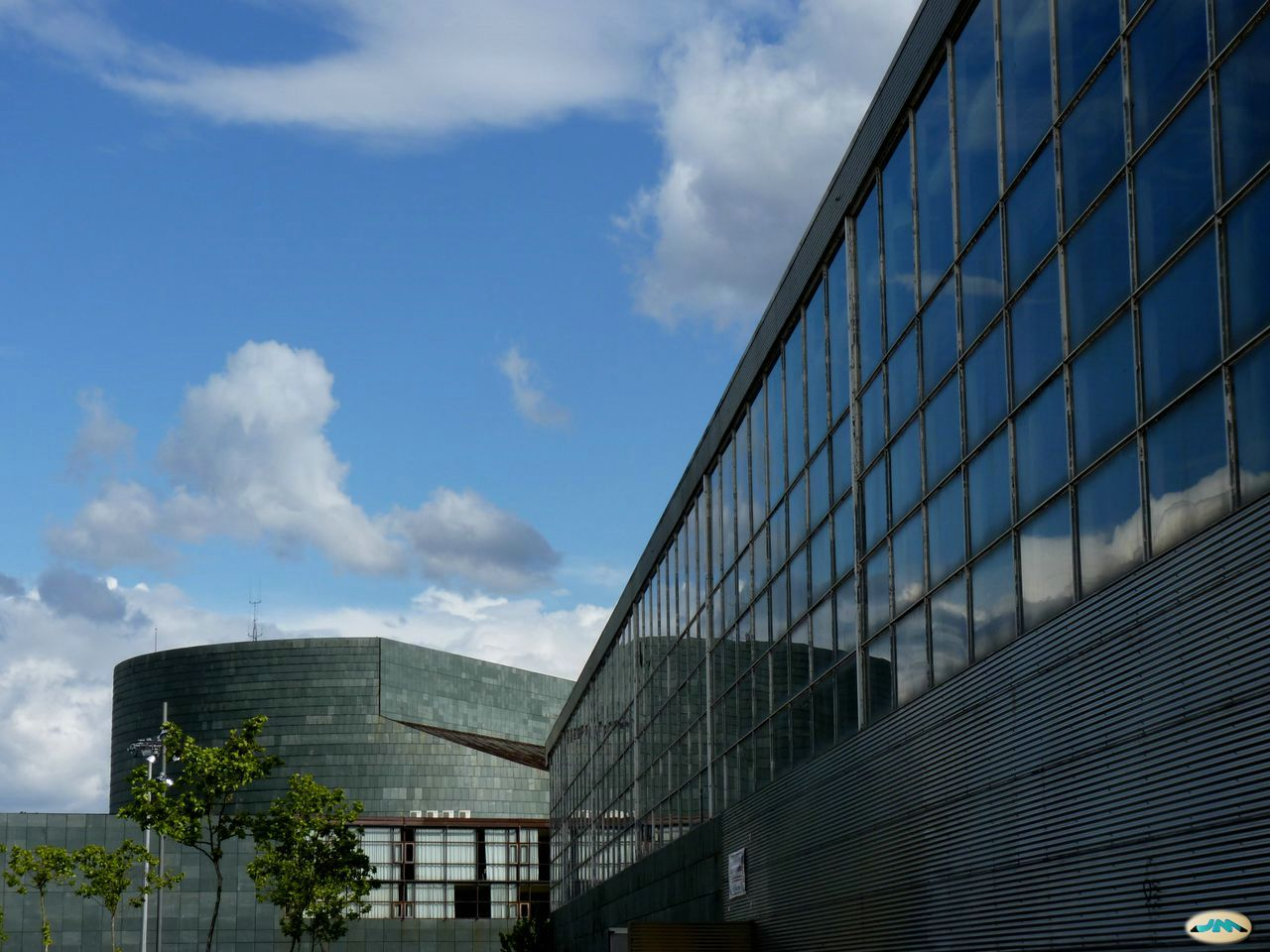
Auditório e Centro de Exposições de Pontevedra.

## Biografia
Licenciou-se na Escola Técnica Superior de Arquitectura de Madrid em 1964 e obteve o seu doutoramento na mesma escola em 1966, onde também leccionou no departamento de projectos.
Além disso, foi nomeado Inspector Chefe do Serviço de Restauração de Monumentos (Ministério da Cultura) em 1979, primeiro Director-Geral Adjunto de Projectos e Obras, depois Director-Geral da Direcção Geral de Arquitectura e Construção (Ministério das Obras Públicas) e Director da Bienal de Arquitectura em 1983.

## Obras
- Restauração da Catedral de Toledo (Toledo, 1982).[4]
- Igreja e Centro Paroquial de Santa Irene (Madrid), 1984.[5]
- Pavilhão de Castilla-La Mancha na Expo. '92, (Sevilha, 1991).[5]
- Instituto hispano-português D. Afonso Henriques (Zamora): reforma de um convento franciscano, 1993.
- Ministério da Agricultura (Toledo), 1993.[4]
- 198 habitações sociais (Alcobendas).
- Palácio de Congressos e Auditório de Pontevedra, 1997.[6]
- Faculdade de Ciências da Saúde (A Corunha), 1998.[7]
- Fundação Real de Toledo (Toledo), 1998.[4]
- Centro de Exposições de Pontevedra, 1998.[8]
- Centro Cultural (Villaviciosa d'Odón).
- Casa Sanchez-Medina (Toledo, 2004).[4]

## Prémios
- Prémio de Urbanismo e Arquitectura (Câmara Municipal de Madrid 1986).[3]
- Prémio de Urbanismo e Arquitectura (Câmara Municipal de Madrid 1991).[3]
- I Bienal de Arquitectura Espanhola (Ministério das Obras Públicas, 1991).
- II Bienal de Arquitectura Espanhola (MOPU, 1993).
- Instituto Hispano-Português "Rei Afonso Henriques" (Ministério da Educação e Cultura e Deputação de Zamora, 1993).
- Medalha de Ouro de Belas Artes (Ministério da Cultura, 1995).[9]
- Medalha de Ouro da Cidade de Toledo (Câmara Municipal de Toledo, 1998).[2]
- I Bienal Iberoamericana de Arquitetura e Engenharia Civil (1998).
- Prémio de Qualidade Estética (comunidade de Madrid, 1998).
- Prémio de Qualidade para Soluções de Habitação (comunidade de Madrid, 1998).
- VIII Edição do Prémio COAG de Arquitectura: Melhores edifícios de nova planta (Escola Oficial de Arquitectos da Galiza, 1998).[9]
- Prémio Nacional de Arquitectura (Espanha, 1999).[9]
- Prémio Antológico de Arquitectura Contemporânea para a melhor habitação privada (Castilla-La Mancha, 2006).